# Monte Bìvera
Le monte Bìvera est une montagne qui s’élève à 2 475 m d’altitude dans les Alpes carniques, en Italie.